# Beryx decadactylus
Beryx decadactylus là một loài cá nước sâu thuộc họ Berycidae của bộ Beryciformes. Dù khá hiếm, chúng có mặt ở vùng biển ôn đới và cận nhiệt đới trong phạm vi gần như toàn cầu. Chúng thường sống quanh những rạn san hô biển sâu, và có thể xúm thành đàn ở đỉnh núi ngầm. Con trưởng thành là sinh vật ăn đáy và săn mồi (như cá nhỏ, chân đầu và giáp xác) ở đây. Như những loài khác cùng họ, loài này sống lâu một cách đáng chú ý, với những cá thể đạt 69 tuổi (và có lẽ còn dài hơn nữa). Chúng có thể đạt chiều dài đến 100,0 cm (39,4 in), cân nặng 2,5 kg (5,5 lb), và là một mục tiêu trong đánh cá thương mại. Tỉ lệ sinh sản thấp cũng như thời gian dài để con non đạt đến thành thục khiến loài này dễ bị thương tổn trước nghề đánh cá biển sâu, tuy vậy, Liên minh Bảo tồn Thiên nhiên Quốc tế (IUCN) hiện vẫn xem đây là loài ít quan tâm.

## Phân loại

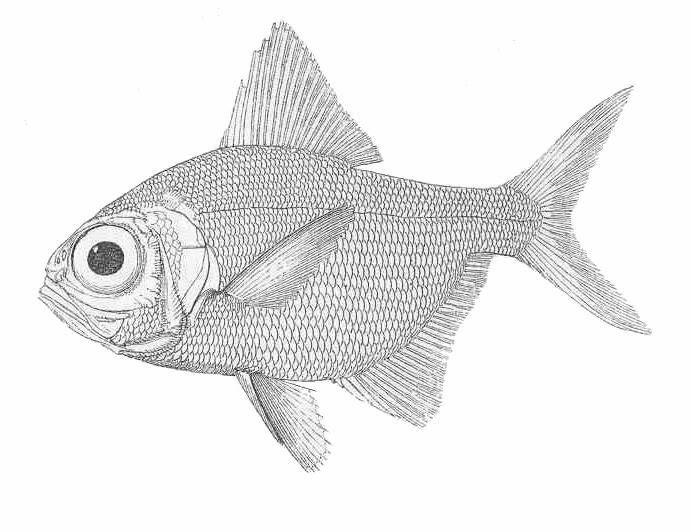
Tranh vẽ năm 1880

B. decadactylus được Georges Cuvier mô tả khoa học lần đầu năm 1829 trong quyển 3 của tuyển tập sách ngư học 22 quyển Histoire Naturelle des Poissons và được đặt tên là Beryx dodecadactylus. Nó được nhà ngư học G. E. Maul đổi tên thành B. decadactylus năm 1990. Không rõ tên chi bắt nguồn từ đâu nhưng nhiều khả năng nhất là từ tiếng Hy Lạp. Có lẽ Beryx ban đầu được dùng để mô tả một loài cá mó.<ref name=fishbase>{{FishBase species | genus=Beryx | species=decadactylus | year=2019 |70°B]] đến 48°N. Chúng xuất hiện xa về phía bắc tận Greenland và Iceland, cũng như xa về phía nam tới Brasil và Nam Phi. Ở Ấn Độ-Thái Bình Dương, nó hiện diện trên một vùng kéo dài từ Nam Phi đến Nhật Bản, đến Úc và đến New Zealand. Nó cũng đã được ghi nhận ngoài khơi Argentina và Hawaii.